# 29658 Henrylin
A 29658 Henrylin (ideiglenes jelöléssel (29658) 1998 WR17) a Naprendszer kisbolygóövében található aszteroida. A LINEAR projekt keretében fedezték fel 1998. november 21-én.